# 喀什噶尔胡杨
《喀什噶尔胡杨》是中国大陆歌手刀郎的第三张音乐专辑，其由大圣文化于2004年12月29日发行。

## 制作与发行
继2004年初刀郎专辑《2002年的第一场雪》发行之后，专辑《喀什噶尔胡杨》就开始了制作。最早有媒体报道专辑于2004年6月开始后期制作，并于7月至8月间发售，同时专辑名与同名主打歌《喀什噶尔的胡杨》也被公布。由于广州、成都等地出现了假的刀郎新专辑，因而刀郎公司决定推迟发行专辑并处理盗版问题。在2004年9月，媒体公布了专辑制作人为李宗盛，同时也发布了专辑的预定量达400万份的消息。
2004年11月，专辑母带运往重庆进行生产，并预定于2005年1月15日发售。然而由于在运输过程中有6箱CD丢失，因而发售商决定让专辑统一提前至2004年12月29日全球统一上市，刀郎经纪人李松强称提前上市是为了给“盗版一个措手不及”。发行商大圣文化称专辑首日销量为40万张。但专辑销售量不如上一张专辑《2002年的第一场雪》，为了促进销量，发行商宣布将专辑单价从20－30元人民币下调至15元。

## 评价
媒体对专辑的评价褒贬不一。多数人赞扬了刀郎苍凉好听、沙哑高亢的独特音乐风格，而也有人认为专辑风格并没有多少创新。听众普遍对《喀什噶尔胡杨》、《关于二道桥》和《守候在凌晨两点的伤心秀吧 》比较认可，而《大眼睛》则被人指责歌词过于低俗、露骨。

## 曲目列表
| 曲序     | 曲目                     |            | 作曲     | 备注                     | 时长  |
| -------- | ------------------------ | ---------- | -------- | ------------------------ | ----- |
| 1.       | 喀什噶尔胡杨             | 刀郎       | 刀郎     |                          | 6:15  |
| 2.       | 关于二道桥（和声：黄灿） | 刀郎       | 刀郎     |                          | 4:46  |
| 3.       | 五一夜市的兄弟           | 刀郎       | 刀郎     |                          | 4:13  |
| 4.       | 肖尔布拉克（和声：黄灿） | 刀郎       | 刀郎     |                          | 4:33  |
| 5.       | 只有艾得勒斯能看见       | 刀郎       | 刀郎     |                          | 5:42  |
| 6.       | 守候在凌晨两点的伤心秀吧 | 刀郎       | 刀郎     |                          | 5:20  |
| 7.       | 大眼睛                   | 刀郎       | 刀郎     |                          | 4:14  |
| 8.       | 亚克西                   | 吐鲁番民歌 | 王洛宾   |                          | 4:22  |
| 9.       | 再见，乌鲁木齐           | 刀郎       | 刀郎     |                          | 5:38  |
| 10.      | 打起手鼓唱起歌           | 韩伟       | 施光南   |                          | 4:37  |
| 11.      | 冰山上的雪莲             | 雷振邦     | 雷振邦   | 电影《冰山上的来客》插曲 | 4:35  |
| 总时长： | 总时长：                 | 总时长：   | 总时长： | 总时长：                 | 54:14 |